# Пуховска култура
Пуховска култура или пуховска група је била праисторијска култура у периоду од око 300. п. н. е. до 180. п. н. е. (према ретким мишљењима све до 4. века), која се у 1. веку п. н. е. протезала на територији северне, средње и западне Словачке, на североистоку Моравске и делу Пољске, а на прелазу из 3. у 2. век п. н. е. само у средњој (претежно северној) Словачкој и у околини Кракова. Пуховска култура у ужем смислу речи почиње у половини 2. века п. н. е.
Име јој је дао Е. Бенигер 1937. по налазишту у близини Пухова које је на локалитету Скала истраживао Е. Хениг 1888- 1894. 